# Vergesst die Liebe nicht
Vergesst die Liebe nicht (Originaltitel Do You Remember Love) ist ein US-amerikanischer Fernsehfilm aus dem Jahr 1985. Er ist einer der ersten Filme, die die Alzheimer-Krankheit innerhalb eines Spielfilms behandeln.

## Handlung
Barbara Wyatt Hollis, eine Schriftstellerin und erfolgreiche College-Professorin für englische Literatur, stellt mit 49 Jahren fest, dass ihr Gedächtnis zunehmend schlechter wird. Sie überspielt zunächst diese Störungen, zieht aber letztlich, auch auf Rat ihres Mannes, einen Arzt zu Rate. Dieser diagnostiziert eine frühe Alzheimer-Krankheit („early onset Alzheimer“), die zu Demenz führen wird. Dem Ehepaar ist zunächst die Diagnose nicht geläufig: sie fragen nach, ob das ernst sei.
Barbaras Zustand wird zunehmend schlechter, aber sie ist zunächst noch relativ geschickt in der Tarnung ihrer Beschwerden. Sie nimmt sogar noch einen Literatur-Preis entgegen, nutzt die Preisverleihung allerdings für eine öffentliche Bekanntgabe, an Alzheimer erkrankt zu sein, indem sie ihren Mann eine vorbereitete Rede verlesen lässt.

## Hintergrund
Von den Darstellern erkrankten Joanne Woodward und Geraldine Fitzgerald später an Alzheimer.

## Auszeichnungen
Vergesst die Liebe nicht wurde mit drei Emmy Awards ausgezeichnet: als Bester Fernsehfilm, für die Beste Hauptdarstellerin eines Fernsehfilms oder einer Miniserie (Joanne Woodward), und für das Beste Drehbuch zu einem Fernsehfilm oder einer Miniserie (Vicki Patik). Des Weiteren gewann der Film für seinen Drehbuch einen Writers Guild of America Award, außerdem einen Peabody Award. Bei den Golden Globe Awards wurde der Film in den Kategorien Beste Mini-Serie oder TV-Film und Beste Hauptdarstellerin – Mini-Serie oder TV-Film mit Nominierungen bedacht.

## Kritiken
Der Filmdienst beschreibt Vergesst die Liebe nicht als „gefühlvoll aufbereitetes (Fernseh-)Drama“, das sich hauptsächlich durch „intensive Darstellerleistungen“ auszeichne.